# Marijan Novak
Marijan Novak (Zagabria, 2 ottobre 1947) è un ex calciatore jugoslavo, di ruolo attaccante.

## Carriera

### Nazionale
Con la nazionale maggiore disputò un solo incontro, subentrò al posto di Vojin Lazarević nel secondo tempo dell'amichevole tenutasi il 1º novembre 1967 in casa dei Paesi Bassi.

## Statistiche

### Cronologia presenze e reti in Nazionale
| Cronologia completa delle presenze e delle reti in nazionale ― Jugoslavia | Cronologia completa delle presenze e delle reti in nazionale ― Jugoslavia | Cronologia completa delle presenze e delle reti in nazionale ― Jugoslavia | Cronologia completa delle presenze e delle reti in nazionale ― Jugoslavia | Cronologia completa delle presenze e delle reti in nazionale ― Jugoslavia | Cronologia completa delle presenze e delle reti in nazionale ― Jugoslavia | Cronologia completa delle presenze e delle reti in nazionale ― Jugoslavia | Cronologia completa delle presenze e delle reti in nazionale ― Jugoslavia |
| Data                                                                      | Città                                                                     | In casa                                                                   | Risultato                                                                 | Ospiti                                                                    | Competizione                                                              | Reti                                                                      | Note                                                                      |
| ------------------------------------------------------------------------- | ------------------------------------------------------------------------- | ------------------------------------------------------------------------- | ------------------------------------------------------------------------- | ------------------------------------------------------------------------- | ------------------------------------------------------------------------- | ------------------------------------------------------------------------- | ------------------------------------------------------------------------- |
| 1-11-1967                                                                 | Rotterdam                                                                 | Paesi Bassi                                                               | 1 – 2                                                                     | Jugoslavia                                                                | Amichevole                                                                | -                                                                         | 46’                                                                       |
| Totale                                                                    |                                                                           | Presenze                                                                  | 1                                                                         |                                                                           | Reti                                                                      | 0                                                                         |                                                                           |

## Palmarès

### Club

#### Competizioni nazionali
- Coppa di Jugoslavia: 1

Dinamo Zagabria: 1969

#### Competizioni internazionali
- Coppa delle Fiere: 1

Dinamo Zagabria: 1966-1967

### Nazionale

#### Competizioni giovanili
- Giochi del Mediterraneo: 1

 Smirne 1971